# Leksand (đô thị)
Đô thị Leksand (tiếng Thụy Điển: Leksand kommun) là một đô thị ở hạt Dalarna của Thụy Điển. Thủ phủ là thị xã Leksand. Dân số thời điểm 31 tháng 12 năm 2000 là 15240 người.